# 大宮公園駅
大宮公園駅（おおみやこうえんえき）は、埼玉県さいたま市大宮区寿能町一丁目にある、東武鉄道野田線（東武アーバンパークライン）の駅。駅番号はTD 03。

## 歴史
- 1929年（昭和4年）
  - 11月17日：北総鉄道野田線粕壁駅（現・春日部駅） - 大宮（仮）駅間開通時に開設[1]。
  - 11月22日：北総鉄道が総武鉄道へ社名変更。
- 1940年（昭和15年）11月3日：大宮町・三橋村・日進村・宮原村・大砂土村が合併、所在地が大宮市となる。
- 1944年（昭和19年）3月1日：陸上交通事業調整法に基づき、東武鉄道が総武鉄道を吸収合併したことに伴い、同社の野田線の駅となる。
- 2001年（平成13年）5月1日：浦和市・大宮市・与野市が合併、所在地がさいたま市となる。
- 2003年（平成15年）4月1日：さいたま市が政令指定都市へ移行、所在地がさいたま市大宮区となる。
- 2008年（平成20年）4月1日：発車メロディ導入。
- 2009年（平成21年）12月1日：駅業務を東武ステーションサービスへ委託。
- 2016年（平成28年）4月23日：新駅舎使用開始。

## 駅構造
相対式ホーム2面2線を有する地上駅。駅舎は大宮方面ホーム側（南側）にあり、両ホームは跨線橋で連絡している。駅北側へは、駅舎大宮寄りにある踏切を渡る。駅舎改札内にトイレが、跨線橋にはエスカレーター・エレベーターが併設されている。駅業務は東武ステーションサービスへ委託している。
2014年度計画では、駅舎リニューアルを予定していると発表し、2015年（平成27年）6月に旧駅舎西側（大宮方）にて新駅舎建設に着手、2016年（平成28年）4月23日に使用開始された（設計は坂倉建築研究所）。開設当初より使用された旧駅舎は、同年5月下旬に解体された。

### のりば

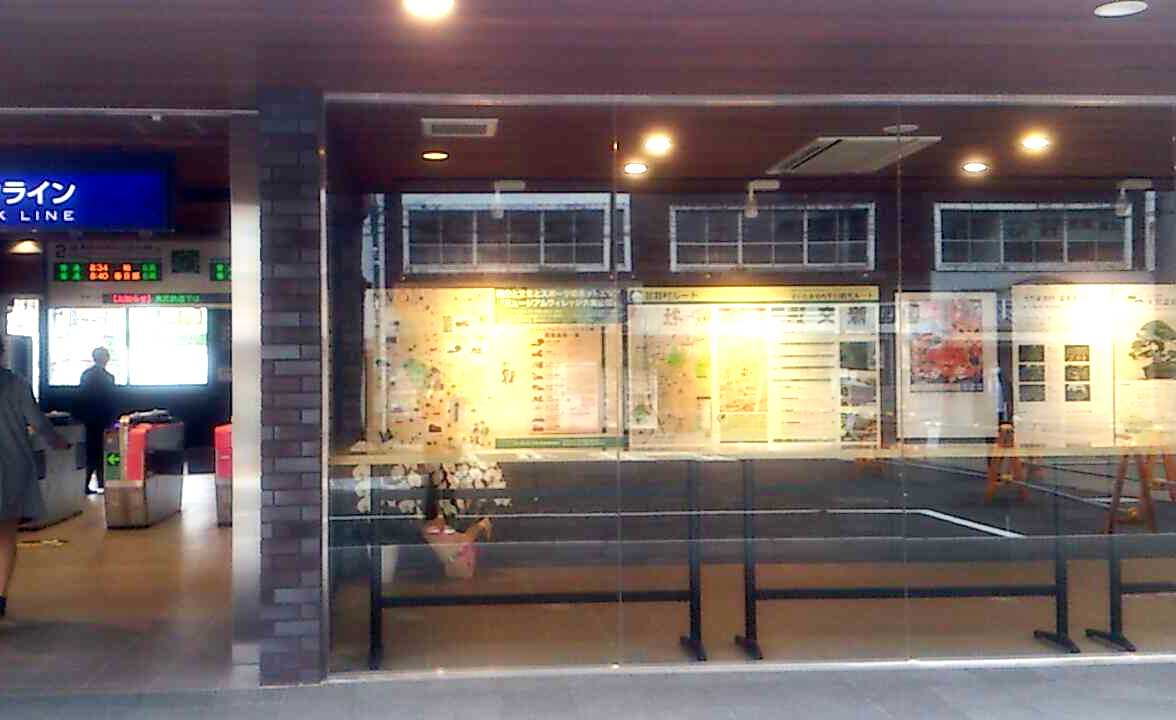
2016年4月に新設された「ギャラリースペース」

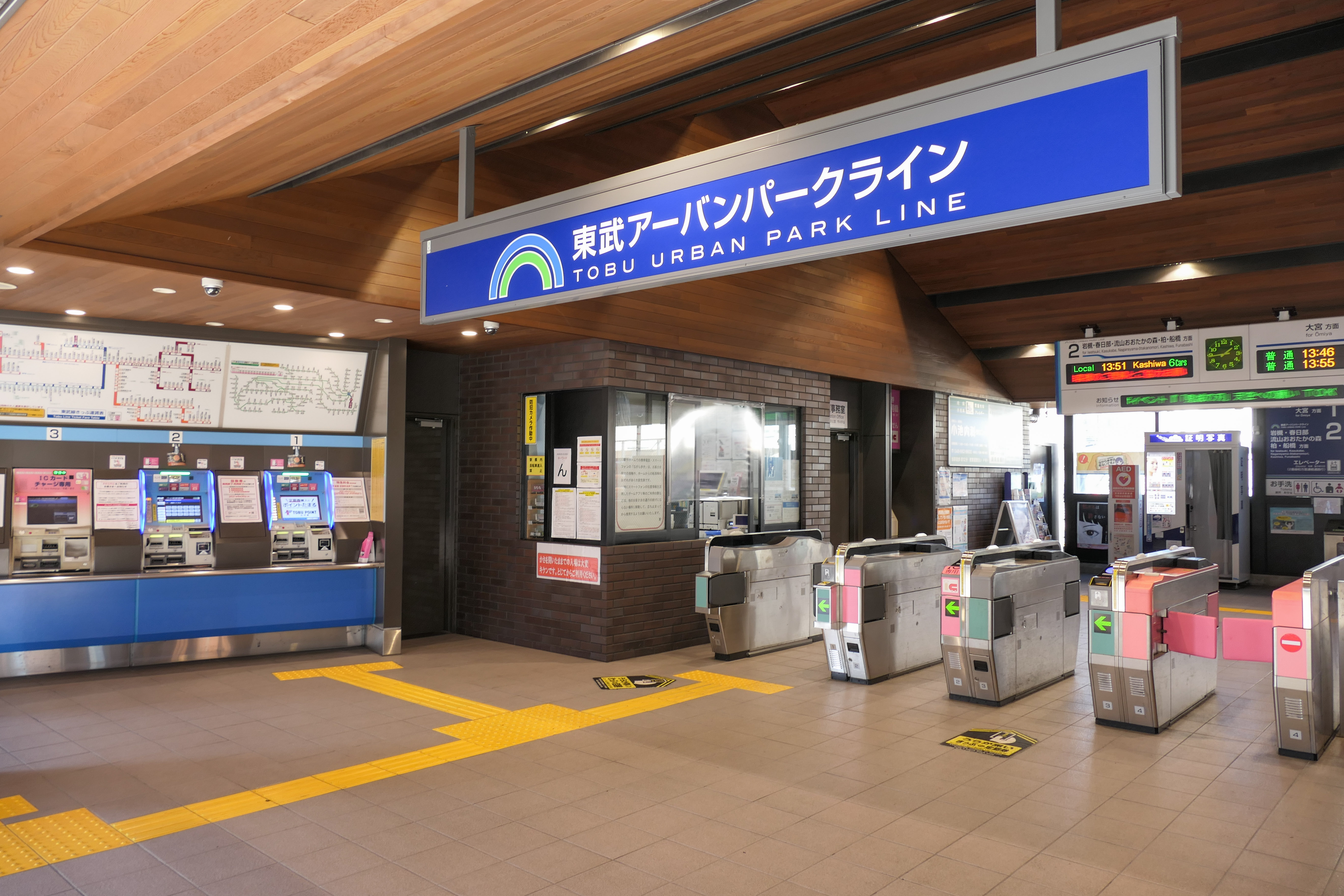
改札口

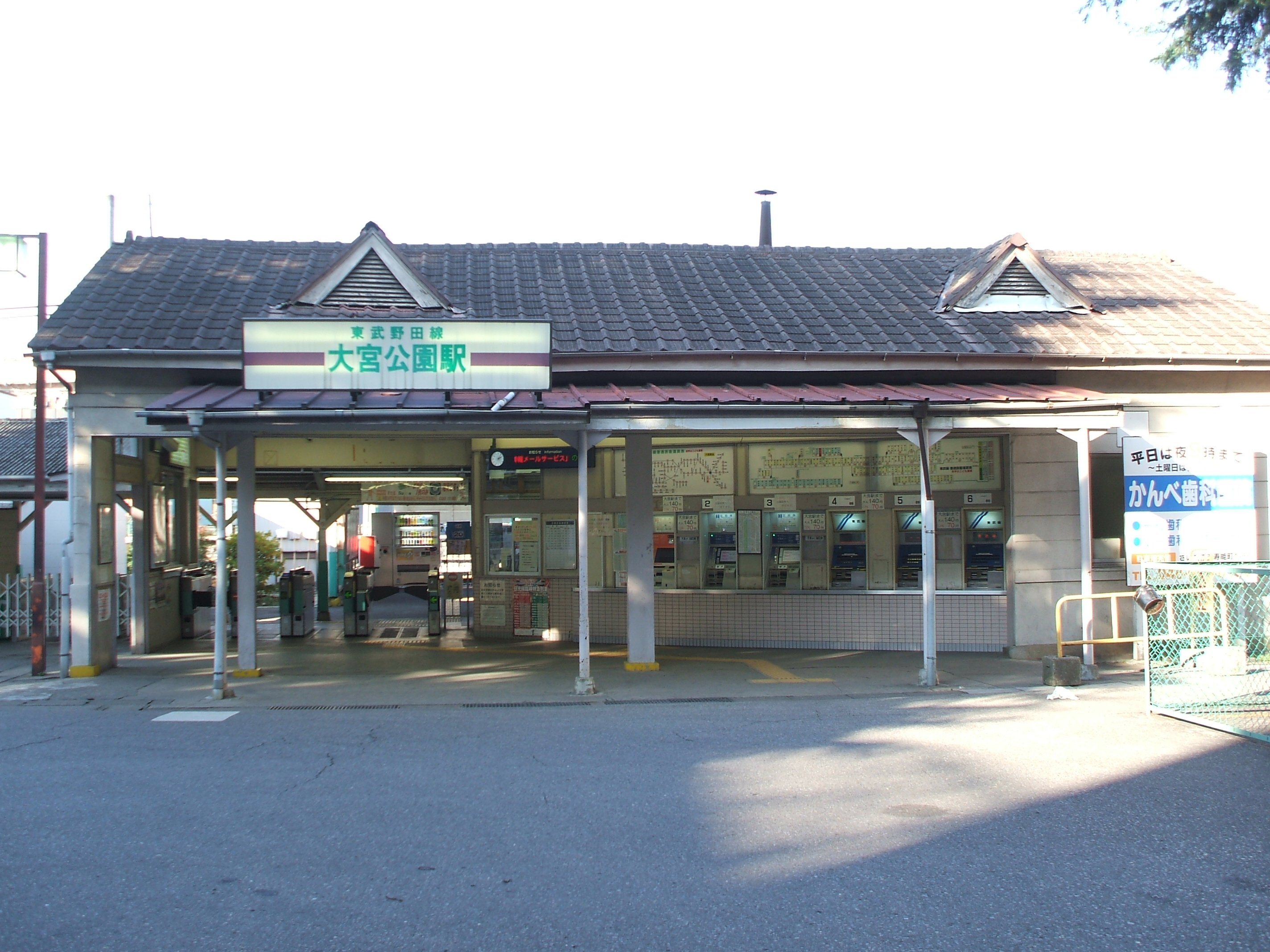
旧駅舎

| 番線 | 路線                     | 方向 | 行先     |
| ---- | ------------------------ | ---- | -------- |
| 1    | 東武アーバンパークライン | 上り | 大宮方面 |
| 2    | 東武アーバンパークライン | 下り | 柏方面   |

## 利用状況
2024年度（令和6年度）の1日平均乗降人員は8,941人である。
近年の1日平均乗降・乗車人員の推移は以下の通り。
| 年度               | 1日平均 乗降人員 | 1日平均 乗車人員 | 出典       |
| ------------------ | ---------------- | ---------------- | ---------- |
| 1987年（昭和62年） |                  | 5,319            |            |
| 1988年（昭和63年） |                  | 5,186            |            |
| 1989年（平成元年） |                  | 5,267            |            |
| 1990年（平成02年） |                  | 5,356            |            |
| 1991年（平成03年） |                  | 5,662            |            |
| 1992年（平成04年） |                  | 5,649            |            |
| 1993年（平成05年） |                  | 5,581            |            |
| 1994年（平成06年） |                  | 5,618            |            |
| 1995年（平成07年） |                  | 5,394            |            |
| 1996年（平成08年） |                  | 5,254            |            |
| 1997年（平成09年） | 11,704           | 4,921            |            |
| 1998年（平成10年） | 11,201           | 4,643            |            |
| 1999年（平成11年） | 10,929           | 4,489            |            |
| 2000年（平成12年） | 11,402           | 4,902            |            |
| 2001年（平成13年） | 9,923            | 5,148            |            |
| 2002年（平成14年） | 9,632            | 4,964            |            |
| 2003年（平成15年） | 9,680            | 5,029            |            |
| 2004年（平成16年） | 9,505            | 4,899            |            |
| 2005年（平成17年） | 9,694            | 4,998            |            |
| 2006年（平成18年） | 9,756            | 5,014            |            |
| 2007年（平成19年） | 9,886            |                  |            |
| 2008年（平成20年） | 10,153           |                  |            |
| 2009年（平成21年） | 9,967            |                  |            |
| 2010年（平成22年） | 9,835            |                  |            |
| 2011年（平成23年） | 10,140           |                  |            |
| 2012年（平成24年） | 10,264           |                  |            |
| 2013年（平成25年） | 10,163           |                  |            |
| 2014年（平成26年） | 9,997            |                  |            |
| 2015年（平成27年） | 10,102           |                  |            |
| 2016年（平成28年） | 9,900            |                  |            |
| 2017年（平成29年） | 10,132           |                  |            |
| 2018年（平成30年） | 9,970            |                  |            |
| 2019年（令和元年） | 9,772            |                  |            |
| 2020年（令和02年） | 7,002            |                  | [ 東武 3 ] |
| 2021年（令和03年） | 7,474            | 3,754            | [ 東武 4 ] |
| 2022年（令和04年） | 7,970            | 4,000            | [ 東武 5 ] |
| 2023年（令和05年） | 8,457            | 4,238            | [ 東武 6 ] |
| 2024年（令和06年） | 8,941            | 4,464            | [ 東武 1 ] |

## 駅周辺
駅名は近隣の埼玉県営大宮公園から付けられた。公園自体は当駅 - 北大宮駅間に広がっている。駅北側には「大宮盆栽村」がある。駅周辺は西側のごく一部を除きさいたま市の風致地区に条例で指定され、樹木伐採植樹や開発行為などが制限されている。
南側
- 大宮公園：徒歩5分程。
  - 埼玉県立歴史と民俗の博物館
  - 大宮競輪場
  - 埼玉県営大宮公園野球場
  - さいたま市大宮公園サッカー場（NACK5スタジアム大宮）
- 大宮第二公園
- 大宮第三公園
- 大和田公園
  - さいたま市営大宮球場
  - さいたま市営大和田公園プール
  - さいたま市営大宮体育館
- さいたま市立大宮北中学校
- 氷川神社
- 冨士大石寺顕正会
- 菱屋会館

駅北側
- 大宮盆栽村
  - さいたま市大宮盆栽美術館
  - さいたま市立漫画会館
- 大宮盆栽町郵便局
- 彩の国東大宮メディカルセンター

## 隣の駅
東武鉄道
 東武アーバンパークライン
■急行・■区間急行
通過
■普通
北大宮駅 (TD 02) - 大宮公園駅 (TD 03) - 大和田駅 (TD 04)

### 利用状況
東武鉄道の1日平均利用客数
1. 1 2 3  『駅別乗降人員 2024年度』（PDF）（レポート）東武鉄道、10頁。オリジナルの2025年5月19日時点におけるアーカイブ。2025年5月29日閲覧。
2. ↑  “駅情報（乗降人員）”.   東武鉄道. 2024年9月30日閲覧。
3. ↑  「駅一覧」『東武会社要覧2021』（pdf）（レポート）東武鉄道、69頁。オリジナルの2022年4月19日時点におけるアーカイブ。
4. ↑  『駅別乗降人員 2021年度』（PDF）（レポート）東武鉄道、2024年、10頁。オリジナルの2024年5月18日時点におけるアーカイブ。
5. ↑  『駅別乗降人員 2022年度』（PDF）（レポート）東武鉄道、2024年、10頁。オリジナルの2024年9月8日時点におけるアーカイブ。
6. ↑  『駅別乗降人員 2023年度』（PDF）（レポート）東武鉄道、2024年、10頁。オリジナルの2024年9月8日時点におけるアーカイブ。